# Museu de Arte de Indianápolis
Newfields (anteriormente chamado Indianapolis Museum of Art, com sigla IMA) é um eclético museu de arte localizado na cidade de Indianápolis, nos Estados Unidos.
O museu, que teve uma expansão de 75 milhões de dólares em 2005, está localizado numa área de 0,62 km² situada a noroeste do centro da cidade.
O Newfields é o nono mais antigo e o oitavo maior museu de arte enciclopédica dos Estados Unidos.
Seu acervo permanente é composto de mais de cinquenta e quatro mil peças que incluem exemplares artísticos da África, América, Ásia e Europa. As áreas mais significantes de suas coleções incluem: pinturas neo-impressionistas; pinturas japonesas do Período Edo; cerâmicas e bronzes da China; pinturas, esculturas e impressos de Paul Gauguin e da Escola de Pont-Aven; um grande número de trabalhos de J. M. W. Turner; e uma crescente coleção de arte contemporânea. Outras áreas de ênfase no acervo incluem a têxtil e moda fashion bem como um mais recente foco em design moderno.
Além do museu propriamente dito a instituição também consiste da "100 Acres: The Virginia B. Fairbanks Art and Nature Park", de Oldfields, uma propriedade restaurada de área rural que pertencera a Josiah K. Lilly Jr. e os jardins e terrenos restaurados originalmente projetados por Percival Gallagher para a empresa Olmsted Brothers. Também pertence ao IMA a Miller House, uma casa modernista projetada por Eero Saarinen e localizada em Columbus (Indiana). Estas propriedades do Museu realçam sua ênfase na conexão entre a arte, design e ambiente natural.
Fundado em 1883 como Art Association of Indianapolis, o primeiro museu permanente foi aberto em 1906 como parte do John Herron Art Institute. Em 1969 mudou de nome a primeira vez para Indianapolis Museum of Art e no ano seguinte mudou-se para o atual endereço na Michigan Road ao norte do centro de Indianápolis. Dentre seus fundadores estava a feminista e sufragista May Wright Sewall, Booth Tarkington, Eli Lilly, Herman C. Krannert, e Caroline Marmon Fesler. O associado John Herron Art Institute foi estabelecido com a ajuda de artistas notáveis como T. C. Steele e William Forsyth.